# Girlz!
GIRLZ was een Nederlands tijdschrift, opgericht in 2002 en gericht op tienermeiden. Het publiceerde verhalen en reportages over onder andere seks, relaties, liefde, mode en lichaamsverzorging. Op 20 augustus 2009 is de 100ste GIRLZ uitgekomen, het was een feestelijk nummer met felicitaties van verschillende sterren. Ruim elf jaar later werd bekend dat uitgeverij Audax zou stoppen met GIRLZ.

## Oplage
Oplagecijfers volgens HOI, Instituut voor Media Auditing.
| Jaar | Betaalde gerichte oplage | Totaal verspreide oplage |       |
| ---- | ------------------------ | ------------------------ | ----- |
| 2004 | 62.582                   | 69.321                   | [ 3 ] |
| 2006 | 89.557                   | 102.741                  | [ 4 ] |
| 2007 | 103.333                  | 116.326                  | [ 5 ] |
| 2009 | 105.311                  |                          |       |
| 2010 | 94.933 (−9,9%)           |                          |       |
| 2011 | 88.701 (−6,6%)           | 95.749                   | [ 6 ] |
| 2012 | 72.581 (−18,2%)          | 77.305                   | [ 7 ] |
| 2020 | 17.342                   |                          | [ 8 ] |